# Réserve naturelle du Suriname central
La Réserve naturelle du Suriname central est inscrite depuis 2000, au patrimoine mondial de l'UNESCO pour son immense forêt primaire tropicale au centre-ouest du Suriname.
On trouve, dans les forêts de montagne et plaine, plus de 5 000 espèces de plantes vasculaires ainsi que des animaux atypiques de la région (jaguar, tapir, tatou géant) et 400 espèces d'oiseaux.